# Remmer von Seediek
Remmer von Seediek (auch Reimarus Theodori oder Reimarus Theodorici; * um 1500; † 4. März 1557 in Jever) war ein ostfriesischer Adliger sowie Leiter der Verwaltung der Herrschaft Jever (Kanzler) und Berater der Maria von Jever.

## Leben
Remmer von Seediek entstammte einer angesehenen Familie im rüstringischen Kirchspiel Seediek. Die Familie gehörte zur bäuerlichen Oberschicht, eine entfernte Verwandtschaft mit den ostfriesischen Häuptlingen von Jever wird vermutet. Sein Vater war vermutlich der ab 1535 urkundlich bezeugte Tiark Ebbyken oder Dyrik up dem Sande. Er studierte 1488 in Rostock, ist möglicherweise dort kurzzeitig Mönch geworden und dann aber 1499 nach Seediek zurückgekehrt. Vermutlich ist Remmer zum Studium der Theologie ebenfalls nach Rostock gegangen. Ab Ende 1523 lebte er wieder in Seediek. Seit 1528 war er – offenbar nach seiner Priesterweihe – Inhaber der dortigen Pfarrstelle.
Im November 1531 wurde er in den Verwaltungsdienst der Herrschaft Jever berufen. Dort hatte der Drost Boing von Oldersum im gleichen Jahr die ostfriesischen Grafen, zu deren Herrschaftsgebiet Jever vorher gehörte, vertrieben. Offenbar war es danach nötig, die Verwaltung des Gebietes neu zu organisieren. Daher wurde Remmer als Mann mit lokalen Erfahrungen bei der Aufstellung von Steuerverzeichnissen gesucht, um den bisherigen Schreiber und Landrichter Ubbo Scriver, der in ostfriesischen Diensten verblieb, zu ersetzen.
Da Scriver bei seinem Amtswechsel die Unterlagen des jeverländischen Steuerwesens mitgenommen hatte, war Remmer gezwungen, die Berechnungsgrundlagen für die Steuererhebung in der Herrschaft Jever neu zu erarbeiten. Er wurde damit zum Verwalter des jeverländischen Finanzwesens und nahm offenbar kurz nach Amtsantritt im Herrschaftsdienst auch bereits die Aufgaben eines Rentmeisters wahr. Ab 1540 führte er auch die entsprechende Amtsbezeichnung.
Da das Staatswesen des Zwergstaats Jever keinen großen Verwaltungsapparat zuließ, musste Remmer, wie auch schon sein Vorgänger, sich auch auf anderen Verwaltungsfeldern, so in richterlichen Funktionen und auch in diplomatischen Missionen am Hof in Brüssel als politischer Gesandter seiner Landesherrin, Maria von Jever, betätigen. Er gewann dabei offensichtlich ihr Vertrauen und galt schnell als die Seele der gesamten Verwaltung Jeverlands. Offenbar konnte Remmer, schon zu Lebzeiten Boings von Oldersum, aber erst recht nach dessen Tod 1540, die Verwaltung Jevers als Institution festigen und vor allem die Finanzen während der andauernden Konflikte mit Ostfriesland ordnen. Remmer war dabei durchaus fähig, auch Härte gegenüber den eigenen Untertanen zu demonstrieren.
Ab 1540 wurde er gelegentlich, allerdings nicht offiziell als Kanzler Jevers bezeichnet, was seine Stellung als zentrale, leitende Gestalt der Landesverwaltung nach Maria von Jever deutlich macht und sein Engagement in vielfältigen Bereichen zeigt. Das 1572 kodifizierte Stadtrecht von Jever geht auch auf einen Entwurf zurück, den Remmer zwischen 1540 und 1553, wenn auch wenig juristisch und lückenhaft, verfasst hat.
Ein weiteres Tätigkeitsfeld war die Geschichtsforschung in der Remmer Quellenforschungen zur jeverschen Häuptlingsgeschichte betrieb. Hintergrund dieser Forschungen war ein Reichskammergerichtsprozess, den Maria von Jever seit 1548 gegen die Häuptlinge der Herrschaft Kniphausen um jeversche Hoheitsrechte über Kniphausen führte. Zur Stützung der Ansprüche scheute Remmer auch vor Quellenmanipulation nicht zurück.
Persönliches und dienstliches Engagement verbanden sich auch in seinem Verhältnis zur Reformation, die im Jeverland als Sache einzelner Pastoren begann. Remmer gelang es, seine religiös konservative Landesherrin davon zu überzeugen, die Steuerung der reformatorischen Bewegung in Jever als Aufgabe der Obrigkeit anzunehmen.
Seiner Umwelt galt Remmer als aufgeschlossen intellektuell und nach humanistischer Bildung strebend. Das Bedürfnis, seinen theologischen, juristischen, politischen und historischen Aufgaben gewachsen zu sein, spiegelt sich im Aufbau seiner Bibliothek, die nach seinem Wunsch auch die Gründung einer jeverschen Lateinschule vorbereiten sollte. Finanziell galt er aufgrund seines nüchternen Geschäftssinns als reich.
1549 wurde er durch Kaiser Karl V. in den Adelsstand erhoben.
Remmer von Seediek blieb unverheiratet und starb 1557.